# Flora Pedemontana
Flora Pedemontana (abreviado Fl. Pedem.) es un libro con descripciones botánicas que fue escrito por Carlo Allioni en tres volúmenes y publicado en el año 1785, con el nombre de Flora Pedemontana, sive enumeratio methodica stirpium indigenarum Pedemontii,  un registro de las plantas del Piamonte. En esta obra se describieron 2813 especies de plantas, alrededor de 237 hasta entonces desconocidas. Esta obra tiene láminas de dibujos en blanco y negro de las especies y presentan, tempranamente para su tiempo, la nomenclatura lineana.